# Чашао
Чашао (кит. трад. 叉燒, упр. 叉烧, пиньинь chāshāo) — блюдо кантонской кухни, запечённая на жару в медовом маринаде свинина. Приготовленное таким образом мясо имеет кисло-сладкий вкус и характерный ярко-багряный окрас. Подобные способы приготовления мяса уходят корнями в древность, но происхождение данного рецепта связывается с кухней южнокантонской провинции Гуандун. Блюдо впоследствии распространилось по всему восточноазиатскому региону и с различными изменениями в рецепте заняло место в национальных кухнях разных стран.
Чашао является одним из видов шаовэй (кит. трад. 燒味, упр. 烧味, пиньинь shāowèi) — жареного мяса по-гуандунски, традиционного способа запекания мяса, птицы на дровах красного дерева (например, ядра вишни), из-за чего мясо приобретает красный оттенок и специфический вкус.

## Описание
Китайское название состоит из двух иероглифов: «叉» означает вилку, а «燒» — жарить. Таким образом это название с древности отражало насаженное на рогатину мясо и зажаренное непосредственно на углях или костре. В настоящее время под чашао понимается именно жаренная свинина. В основном используется корейка, но могут также использоваться и лопатка, окорок и другие филейные части свиной туши. Вырезки мяса замачивают в маринаде, состоящим из мёда, соевого соуса, соуса хойсин, шаосинского вина, смеси «пяти специй». Состав маринада может отличается в зависимости от традиций приготовления в разных регионах. Ярко красный цвет мяса достигался в прошлом добавлением красного ферментированного риса, однако в наши дни чаще всего используют пищевые красители. Для придания готовому мясу красивого блеска в маринад также замешивают мальтозу. Мясо оставляют мариноваться на некоторое время, от нескольких часов до нескольких дней. А после этого запекают в духовом шкафе.
Подают чашао на стол, как правило, нарезанными кусочками вместе с рисом и капустой (китайского сорта гай лань). В магазинах и ресторанах принято выставлять готовые шматы мяса на обозрение в больших витринных духовых шкафах на вертелах. Популярны так же булочки чашао бао — пирожок с запечённым мясом внутри.

## В японской кухне
В Японии это блюдо начало распространяться в эпоху Мэйдзи, в начале XX века, и в транслитерированом виде получило название тясю (яп. チャーシュー тя:сю:). Японский метод приготовления мяса несколько отличается. Используется прежде всего грудинка, обрез мяса обмазывают маринадом и сворачивают в рулет, а затем жарят на медленном огне. Считается, что в таком виде мясо не теряет сока во время запекания и получается более нежным. В качестве маринада используется мирин, сакэ, соевый соус, имбирь, чеснок, лук и различные специи. Такое мясо готовили изначально в китайских рамэнных ресторанах, которые быстро множились после открытия границ страны в период Мэйдзи, и потому нарезанные кружочки рулета стали популярным топпингом этих лапшичных супов, которые носят название тясюмэн (яп. チャーシュー麺 тя:сю:мэн). В последствии тясю стали подавать в качестве основного блюда с гарниром в виде отварного риса, яиц, зелёного лука и водорослей нори, такое кушание называется тясюдон (яп. 叉焼丼 тя:сю:дон).